# Herman Nackaerts

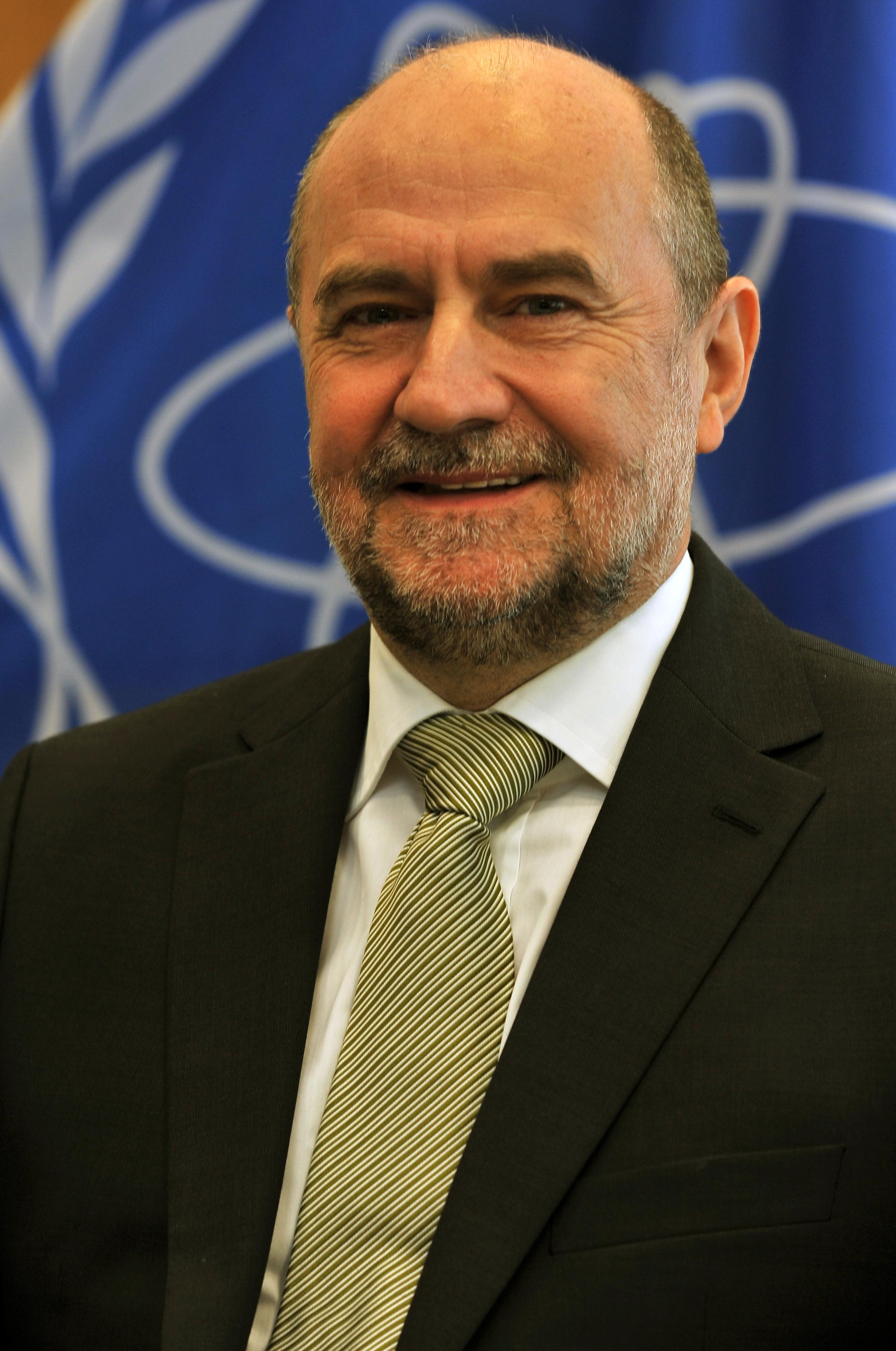
Herman Nackaerts in 2010

Herman M. G.  Nackaerts (1950) is een Belgisch ingenieur en vicedirecteur-generaal bij het Internationaal Atoomenergieagentschap (IAEA).

## Biografie
Nackaerts bepaalde zijn diploma burgerlijk ingenieur elektromechanica aan de Katholieke Universiteit Leuven waarna hij aan de slag ging in het nucleaire onderzoekscentrum SCK•CEN te Mol. Van 1983 tot 2006 werkte hij voor de Europese Commissie meer bepaald in Euratom Safeguards. In januari 2006 begon Nackaerts bij het Internationaal Atoomenergieagentschap, waar hij sinds september 2010 hoofd van werd.